# Good Girls (EP)
Good Girls es el sexto EP de la banda pop rock australiana 5 Seconds of Summer, publicado el 14 de noviembre de 2014.

## Lista de canciones
| CD y Descarga digital |                            |                                                                                       |               |          |  |
| N.º                   | Título                     | Escritor(es)                                                                          | Productor(es) | Duración |  |
| 1.                    | «Good Girls»               | Ashton Irwin Michael Clifford Rick Parkhouse George Tizzard Roy Stride Josh Wilkinson | John Feldmann | 3:10     |  |
| 2.                    | «Just Saying»              | Irwin Clifford Parkhouse Tizzard Stride Wilkinson                                     |               | 2:39     |  |
| 3.                    | «Long Way Home (Acústico)» | Irwin Clifford Feldmann Alex Gaskarth                                                 |               | 3:17     |  |
| 4.                    | «Good Girls (Acústico)»    | Irwin Clifford Parkhouse Tizzard Stride Wilkinson                                     | John Feldmann | 3:04     |  |
| :                     |                            |                                                                                       |               |          |  |

| iTunes |                                              |                                                   |          |  |
| N.º    | Título                                       | Escritor(es)                                      | Duración |  |
| 4.     | «Good Girls (En vivo desde iTunes Festival)» | Irwin Clifford Parkhouse Tizzard Stride Wilkinson | 2:39     |  |

## Lanzamiento
| País  | Fecha                   | Formato          | Sello   |
| ----- | ----------------------- | ---------------- | ------- |
| Mundo | 14 de noviembre de 2014 | Descarga digital | Capitol |